# Lutheránus Világszövetség
A Lutheránus Világszövetség (németül: Lutherischer Weltbund) egy globális szervezet, amelynek feladata az evangélikus nemzeti egyházak együttműködésének koordinálása. A szervezetnek jelenleg 144 tagja van, 79 ország képviseletében, így nagyságrendileg 72 millió evangélikust képvisel. Tagja, illetve vezetője több ökumenikus segélyszervezetnek, így többek között az ACT Alliance nemzetközi segélyszervezetnek. 
1999. október 31-én az Lutheránus Világszövetség és a római katolikus egyház közös nyilatkozatot tett közzé a megigazulásról, melynek fő célja, hogy az egyházak közötti teológiai szakadékokat csökkentsék.

## Története
Már a 20. század első felében megfogalmazódtak a tervek, hogy a világ evangélikusai laza szövetségbe tömörüljenek. A második világháború késleltette ezeket az egységtörekvéseket, de aztán 1947-ben a svédországi Lundban jött létre az Evangélikus (Lutheránus) Világszövetség (LVSZ). Székhelye – több más egyházi világszervezetekhez hasonlóan – a svájci Genfben van. A szövetség az egyházak autonómiájába, hitkérdéseibe nem avatkozik be, egyfajta koordinátori szerepkörre törekszik, s egységes képviseletet biztosít a világ evangélikusai számára külső szervek, és más egyházak irányába. 
Legfőbb döntéshozó szerve a nagygyűlés, amelyre átlagosan 6 évente kerül sor. Eddigi helyszínek: 
- Lund (Svédország) – 1947,
- Hannover (Németország) – 1952,
- Minneapolis (Egyesült Államok) – 1957,
- Helsinki (Finnország) – 1963,
- Evian (Franciaország) – 1970,
- Dar es-Salaam (Tanzánia) – 1977,
- Budapest (Magyarország) – 1984,
- Curitiba (Brazília) – 1990,
- Hongkong (Kínai Népköztársaság) – 1997,
- Winnipeg (Kanada) – 2003.

## Elnökei
Az elnök a szövetség legfőbb ügyvezetője, a szövetség képviselője és szószólója. Ő elnököl a Közgyűlésen, valamint egyéb gyűléseken. A szövetség munkáját a Főtitkárral egyeztetve irányítja. 
| №  | Kép | Név                             | Hivatali idő    | Egyház                                                                              | Származási ország         |
| -- | --- | ------------------------------- | --------------- | ----------------------------------------------------------------------------------- | ------------------------- |
| 1  |     | Anders Nygren (1890–1978)       | 1947–1952       | Svéd egyház                                                                         | Svédország                |
| 2  |     | Hanns Lilje (1899–1977)         | 1952–1957       | Honoveri Evangélikus-Lutheránus Egyház                                              | Németország               |
| 3  |     | Franklin Clark Fry (1900–1968)  | 1957–1963       | Amerikai Egyesült Lutheránus Egyház (1962-ig) Amerikai Lutheránus Egyház (1962-től) | Amerikai Egyesült Államok |
| 4  |     | Fredrik A. Schiotz (1901–1989)  | 1963–1970       | Amerikai Lutheránus Egyház                                                          | Amerikai Egyesült Államok |
| 5  |     | Mikko Juva (1918–2004)          | 1970–1977       | Finn Evangélikus Egyház                                                             | Finnország                |
| 6  |     | Josiah Kibira (1925–1988)       | 1977–1984       | Tanzániai Evangélikus Egyház                                                        | Tanzánia                  |
| 7  |     | Káldy Zoltán (1919–1987)        | 1984–1987       | Magyarországi Evangélikus Egyház                                                    | Magyarország              |
| 8  |     | Johannes Hanselmann (1927–1999) | 1987–1990       | Német evangélikus egyház                                                            | Németország               |
| 9  |     | Gottfried Brakemeier (1937-)    | 1990–1997       | Brazíliai Evangélikus Egyház és Lutheránus Szövetség                                | Brazil                    |
| 10 |     | Christian Krause (1940-)        | 1997–2003       | Brunswicki Lutheránus Egyház                                                        | Németország               |
| 11 |     | Mark Hanson (1946-)             | 2003–2010       | Amerikai Lutheránus Egyház                                                          | Amerikai Egyesült Államok |
| 12 |     | Munib Junan (1950-)             | 2010–hivatalban | Jordánia és Szentföld Lutheránus Egyháza                                            | Palesztina                |

## Titkárai
A Lutheránus Világszövetség Tanácsa választja meg hét évre a főtitkárt, s az adott személy újraválasztható. A főtitkár vezeti a közösségi hivatalt, s végrehajtja a Szövetség döntéseit. 
| № | Név                                | Hivatali idő | Származási ország         |
| - | ---------------------------------- | ------------ | ------------------------- |
| 1 | Sylvester Michelfelder (1889–1951) | 1947–1951    | Amerikai Egyesült Államok |
| 2 | Carl Lund-Quist (1908–1965)        | 1951–1960    | Amerikai Egyesült Államok |
| 3 | Kurt Schmidt-Clausen (1920–1993)   | 1960–1965    | Németország               |
| 4 | André Appel (1921–2007)            | 1965–1974    | Franciaország             |
| 5 | Carl Henning Mau Jr. (1922–1995)   | 1974–1985    | Amerikai Egyesült Államok |
| 6 | Gunnar Stålsett (1935-)            | 1985–1994    | Norvégia                  |
| 7 | Ishmael Noko (1943-)               | 1994–2010    | Zimbabwe                  |
| 8 | Martin Junge (1961-)               | 2010–present | Chile                     |

## Tagok
A Lutheránus Világszövetség elterjedése a világon:

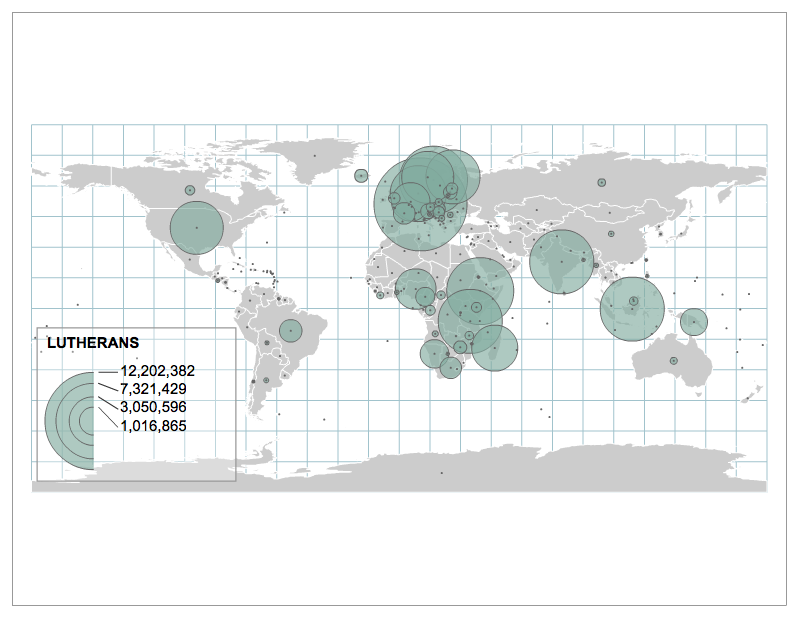
A Világszövetség szervezeteinek elhelyezkedése

## Fordítás
Ez a szócikk részben vagy egészben  a   Lutheran World Federation című angol Wikipédia-szócikk fordításán alapul.  Az eredeti cikk szerkesztőit annak laptörténete sorolja fel. Ez a jelzés csupán a megfogalmazás eredetét és a szerzői jogokat jelzi, nem szolgál a cikkben szereplő információk forrásmegjelöléseként.